# Ariel Minimal
Ariel Minimal, nacido Ariel Gustavo Sanzo (Buenos Aires, 18 de junio de 1970) es el cantante y guitarrista del grupo de Rock argentino Pez. Los inicios de su carrera se dan en 1985 en la banda punk Descontrol, y su primer acercamiento a la fama se dio en 1992, con Martes Menta.
Hasta 2021 Minimal lleva registrados veinte discos y un DVD con Pez, cuatro con Los Fabulosos Cadillacs, uno con el trío acústico Flopa Manza Minimal, dos como solista y tres como guitarrista de La Luz, la banda de Litto Nebbia.

## Biografía

### Comienzos: Descontrol/Los Minimals
La carrera musical de Minimal comienza en 1985, al frente del grupo punk anarcopacifista Descontrol, junto a sus amigos de la infancia Pablo Poli y Alejandro Alez Barbieri. Este grupo se encuadra en medio del naciente movimiento punk argentino, con bandas como Attaque 77 y Flema. De hecho se niegan a participar en el histórico compilado Invasión '88 que catapultó a estas bandas pues aquel "estaba producido por skinheads".
Durante el período 1985 -1988 también pasó por bandas como Cadáveres De Niños y el grupo reggae Cosa De Negros. Además, fue uno de los responsables del inicio de la fama de Attaque 77, pues el primer show de esta banda se dio como telonero de su grupo en el mítico Cemento el 21 de octubre de 1987.
En 1989 forma la banda Los Minimals, de donde extrae su apodo. Este grupo se encuadra en la movida mod, ampliamente influido por The Who, y de él se conserva Beat, un casete con 9 canciones producidas por el cantante de Cienfuegos Sergio Rotman. El grupo se separa en 1991.

### Crecimiento: Martes Menta/Pez/Los Fabulosos Cadillacs
En ese año, Minimal forma Martes Menta junto a Mariano Esain, Fabián Ghía y Yanina Ghía y Pablo Michu Varela. En 1992 graban el disco 17 Caramelos, poco después de haber sido teloneros de Soda Stereo durante las presentaciones de Dynamo. El grupo obtiene un moderado éxito radial con su canción "Azul", y es considerado uno de los pioneros del movimiento sónico que los une a grupos como Babasónicos, Juana La Loca, Los Brujos y Peligrosos Gorriones. Pero la banda se separa en 1993 con un disco inédito, Monstruo/Hogar, por editarse.
Es entonces cuando Minimal vuelve a convocar a sus antiguos compañeros de Descontrol, los hermanos Barbieri, y funda Pez, una propuesta que lo acompañaría hasta hoy. En 1996 Rotman (quien produjo grabaciones de Los Minimals y solía compartir shows con Pez) lo convoca a ser parte de Los Fabulosos Cadillacs. Con su aporte, los Cadillacs cambian su sonido y editan dos discos clave en su historia: Fabulosos Calavera y La Marcha Del Golazo Solitario. En 2001, tras grabar los discos en vivo Hola y Chau, la banda se separa. Se reunirían en 2006 para homenajear a Andrés Calamaro, pero Minimal no sería invitado a participar.

### Popularidad: Flopa Manza Minimal/primer disco solista
Sin embargo, continuaría con su banda (ya sin los hermanos Barbieri e inmersa en un constante cambio de integrantes que duraría hasta 1998, cuando finalmente logra una formación estable) editando discos como Convivencia Sagrada o Folklore, además de otros proyectos de igual impacto: en 2003 se reúne con sus amigos Mariano Esain (ex Martes Menta) y Florencia Flopa Lestani y, en formato de trío acústico, publica Flopa Manza Minimal. El disco sería elegido como "mejor disco nacional del año" por la revista Rolling Stone en su edición latinoamericana.
Entretanto, en 2004, la inesperada mononucleosis del baterista de Pez Franco Salvador impulsa a Minimal a registrar su primer disco solista: Un Hombre Solo No Puede Hacer Nada. En él incluye varias canciones inéditas, además de un par de versiones de artistas como David Lebón y Roberto Carlos y de su propia banda. Una vez más, el material recibe muchísima atención de la prensa. Minimal lo presenta con un grupo de amigos al que denomina Los Ortodoxos: Fernando Minimal (batería, ex Los Minimals), Juan Ravioli (teclados, guitarras), Gerardo Rotblat (percusión, de Los Fabulosos Cadillacs), Leopoldo Limeres (piano eléctrico, de Pez), Martín Méndez y Hernán Espejo (bajo y guitarra, de Compañero Asma y por aquel entonces, Dragonauta). En 2005, además, recibió el Premio Konex - Diploma al Mérito como uno de los 5 compositores de rock más importantes de la década en la Argentina.

### Litto Nebbia/segundo disco solista/disco compartido/colaboraciones
En 2005, Azione Artigianale ayuda al regreso de Gabriel Gabo Ferro a la música tras una ausencia de siete años. Lo hace produciéndole su debut solista Canciones que un hombre no debería cantar, disco documental (grabado en vivo en estudio) donde Minimal aparece acreditado como primera guitarra. Cabe decir que el disco se graba con guitarra clásica.
Poco después, Litto Nebbia lo convoca a formar parte de su nuevo grupo, La Luz. Ambos habían trabado amistad cuando Minimal lo invitó a grabar una canción llamada "Todo el tiempo que se va" para su disco solista. Con este grupo, edita en ese año el disco Danza del corazón, contribuyendo en la primera guitarra y coros. En 2006, Nebbia produce el álbum El palacio de las flores de Andrés Calamaro, donde La Luz actúa como banda soporte y Minimal es acreditado en guitarra, percusión y coros.
Previamente editó, a comienzos de 2006, su segundo y más intimista álbum solista, Un día normal en el maravilloso mundo de Ariel Minimal, donde compuso, escribió y produjo todas las canciones, además de grabar todos los instrumentos. Se destacan el rescate de una canción de Los Minimals, “Tornado Violento” y su homenaje a su mujer Nadina, “Compañera”. Este disco fue presentado durante noviembre de 2006 en el Club de Cultura Plasma junto a una banda que incluyó a César Checho Marcos en guitarra acústica y armónica, a Fabián Ghía (ex Martes Menta) en bajo y voz y a Luque en batería, además del propio Minimal en guitarra y voz; grupo al que llamó El Sur de la Ciudad. 
El 10 de abril de 2007 se presenta como solista en la tienda Harrods (en el marco del Festival Internacional de Cine Independiente (enlace roto disponible en Internet Archive; véase el historial, la primera versión y la última). de Buenos Aires) con una banda que incluyó a Juan Ravioli en teclados, guitarra y voz; a Gerardo Rotblat en percusión; a Franco Salvador (Pez) en batería; a Federico Boaglio (La Luz) en bajo y a Federico Terranova (de la Orquesta Típica Fernández Fierro) en violín.
En julio de 2007 fue finalmente editado el nuevo disco de Litto Nebbia y La Luz, The Blues, con una decisiva participación de Minimal, en especial en los solos de guitarra y coros, así como en la ayuda que le brindó a Nebbia para que éste volviera a tocar la guitarra eléctrica.
En el año 2008 graba y lanza un álbum conjunto con la joven artista Florencia Ruiz, llamado Ese impulso superior. Ha participado, asimismo, en la grabación del álbum de Flopa Emoción homicida.

### Actualidad
Durante el año 2010 graba un nuevo disco con Pez llamado de igual forma a la banda, y además  participa de las guitarras del disco El Siempreterno junto a Sergio Rotman. A finales del año 2010 lanza un disco en vivo con Pez llamado Viva Pez!, y finalizando el año 2011 se edita el disco Volviendo a las cavernas con una impronta de los orígenes de la banda apostando al rock pesado, progresivo pero siempre latinoamericano y argentino.
En abril de 2013, lanza con Pez un nuevo disco, Nueva era, viejas mañas el cual es presentado en el teatro de Flores el 18 de mayo, frente a una audiencia de más de 1500 personas.

## Equipamiento

### Guitarras

#### SM Minimal
El modelo que Minimal comenzó a utilizar a partir de la presentación del disco de Pez Hoy se denomina SM Minimal. Se trata de un modelo único, diseñado a manera de presente por el luthier Ezequiel Galasso. Es una guitarra muy especial que busca conjugar los eclécticos elementos presentes en la composición de Minimal a través de los materiales usados en su construcción: caoba, cedro y guindo en el frente de la guitarra y arce en el mango. El detalle decorativo especial lo da una incrustación en palisandro de la mariposa que ilustra la tapa de Hoy.

### Efectos
- Boss TU-2 (afinador cromático)
- Boss Octavia (octavador)
- Cluster MASK-5 (compresor)
- Cluster GAUCHITO (overdrive)
- Cluster TSUNAMI-9 (overdrive)
- Cluster WONDER-3 (filtro dinámico)
- Cluster COSMOS Vibe (vibrato)
- Cluster PULSAR (tremolo)
- Cluster SPIRIT-9 (chorus)
- Cluster SPIRAL-48 (pasher)
- Cluster ULTIMATE POWER SUPPLY (fuente de alimentación)
- Vox DelayLab (delay)

## Discografía

### Los Minimals
| 1990 | Beat (Inedito) | Independiente |

### Martes Menta
| 1992 | 17 caramelos               | Radio Tripoli |
| 1993 | Monstruo - Hogar (Inédito) | Independiente |

### Pez
| Año  | Portada | Título                             | Sello                                                                          |
| ---- | ------- | ---------------------------------- | ------------------------------------------------------------------------------ |
| 1994 |         | Cabeza                             | Discos Milagrosos [primera edición] Azione Artigianale [ediciones posteriores] |
| 1996 |         | Quemado                            | Discos Milagrosos [primera edición] Azione Artigianale [ediciones posteriores] |
| 1998 |         | Pez                                | Azione Artigianale                                                             |
| 2000 |         | Frágilinvencible                   | Azione Artigianale                                                             |
| 2001 |         | Convivencia Sagrada                | Azione Artigianale                                                             |
| 2002 |         | El Sol Detrás Del Sol              | Azione Artigianale                                                             |
| 2004 |         | Folklore                           | Azione Artigianale                                                             |
| 2005 |         | Para Las Almas Sensibles [en vivo] | Azione Artigianale                                                             |
| 2006 |         | Hoy                                | Azione Artigianale                                                             |
| 2007 | x       | Los Orfebres                       | Azione Artigianale                                                             |
| 2009 |         | El Porvenir                        | Azione Artigianale                                                             |
| 2010 |         | Pez                                | Azione Artigianale                                                             |
| 2010 | x       | Viva Pez                           | Azione Artigianale                                                             |
| 2011 | x       | Volviendo a las cavernas           | Azione Artigianale                                                             |
| 2013 | x       | Nueva era, Viejas mañas            | Azione Artigianale                                                             |
| 2014 | x       | El manto eléctrico                 | Azione Artigianale                                                             |
| 2016 | x       | Rock nacional                      | Azione Artigianale                                                             |
| 2017 | x       | Pelea al horror                    | Azione Artigianale                                                             |
| 2017 | x       | Kung Fu                            | Azione Artigianale                                                             |

### Los Fabulosos Cadillacs
| 1997 | Fabulosos Calavera             | Sony BMG |
| 1999 | La Marcha del Golazo Solitario | Sony BMG |
| 2001 | Hola [En Vivo]                 | Sony BMG |
| 2001 | Chau [En Vivo]                 | Sony BMG |

### Flopa Manza Minimal
| 2003 |  | Flopa Manza Minimal | Azione Artigianale |

### ConFlorencia Ruiz
| 2008 |  | Ese Impulso Superior | Azione Artigianale |

### Solista
| 2004 |  | Un Hombre Solo No Puede Hacer Nada                     | Azione Artigianale |
| 2006 |  | Un Día Normal En El Maravilloso Mundo De Ariel Minimal | Azione Artigianale |
| 2011 |  | Con todos los huesos rotos (EP)                        | Azione Artigianale |
| 2012 |  | Automatización (EP)                                    | Azione Artigianale |
| 2019 |  | Ahora sí                                               | Azione Artigianale |

### Como Músico sesionista y/o invitado
| 1992 | Pasto                                          | Sony Music     |
| 2005 | Danza del corazón                              | Discos Melopea |
| 2006 | El palacio de las flores [con Andrés Calamaro] | Warner Music   |
| 2007 | The Blues                                      | Discos Melopea |